# Ері (округ, Нью-Йорк)
Шаблон:StateAbbr_ 42°45′ пн. ш. 78°47′ зх. д. / 42.75° пн. ш. 78.78° зх. д.
Округ Ері (англ. Erie County) — округ (графство) у штаті Нью-Йорк, США. Ідентифікатор округу 36029.

## Історія
Округ утворений 1821 року.

## Демографія
За даними перепису 
2000 року 
загальне населення округу становило 950265 осіб, зокрема міського населення було 864632, а сільського — 85633.
Серед мешканців округу чоловіків було 454411, а жінок — 495854. В окрузі було 380873 домогосподарства, 243359 родин, які мешкали в 415868 будинках.
Середній розмір родини становив 3,04.
Віковий розподіл населення поданий у таблиці:
| Стать    | До 15 років | 15-21 | 22-29 | 30-39 | 40-49 | 50-65 | 65-85 | Понад 85 |
| -------- | ----------- | ----- | ----- | ----- | ----- | ----- | ----- | -------- |
| Чоловіки | 98035       | 44981 | 43771 | 67479 | 71380 | 69388 | 54491 | 4886     |
| Жінки    | 93523       | 43469 | 44474 | 69562 | 75544 | 77401 | 78242 | 13639    |

## Суміжні округи
- Ніагара — північ
- Дженесі — північний схід
- Вайомінг — південний схід
- Каттарогус — південь
- Чотоква — південний захід
- Ніагара, Канада — північний захід

## Виноски
1. ↑  U.S. Decennial Census. United States Census Bureau. Архів оригіналу за 26 квітня 2015. Процитовано 4 січня 2015.
2. ↑  Historical Census Browser. University of Virginia Library. Архів оригіналу за 11 серпня 2012. Процитовано 4 січня 2015.
3. ↑  Population of Counties by Decennial Census: 1900 to 1990. United States Census Bureau. Архів оригіналу за 19 лютого 2015. Процитовано 4 січня 2015.
4. ↑  Census 2000 PHC-T-4. Ranking Tables for Counties: 1990 and 2000 (PDF). United States Census Bureau. Архів оригіналу (PDF) за 18 грудня 2014. Процитовано 4 січня 2015.
5. ↑  State & County QuickFacts. United States Census Bureau. Архів оригіналу за 29 червня 2011. Процитовано 11 жовтня 2013.(англ.) Наведено за англійською вікіпедією.
6. ↑  American FactFinder. Бюро перепису населення США. Архів оригіналу за 21 травня 2008. Процитовано 31 січня 2008.

| США | Це незавершена стаття з географії США. Ви можете допомогти проєкту, виправивши або дописавши її. |